# Schiavitù moderna in Africa
La schiavitù in Africa.
Centinaia di migliaia di africani continuano ad essere tenuti in situazioni di schiavitù o di lavoro forzato, da cui non possono sfuggire. I moderni sfruttatori di schiavi trovano buoni agganci locali, sfruttano le debolezze politiche e legali dei paesi interessati, per procurarsi persone da soggiogare al lavoro forzato o per vendere i loro servizi a cartelli internazionali, come accade per la tratta di ragazze da avviare alla prostituzione in Africa o altrove.

## Schiavitù per nazione

### Benin
In Benin è diffusa la pratica del Vidomegon: a causa del progressivo impoverimento delle famiglie alcune bambine vengono vendute per pochi franchi a una famiglia affidataria, per la quale si trasformano in manodopera gratuita fino al raggiungimento dell'adolescenza, quando sono abbandonate a loro stesse.

### Ciad
Varie fonti, ma soprattutto l'ufficio informazione dell'OCHA (l'Ufficio delle Nazioni Unite per gli Affari Umanitari), sostengono che i membri dei clan arabizzati che vivono nel nord e est del Ciad acquistano bambini da famiglie impoverite. Questi vengono poi obbligati a convertirsi all'islam, cambiando il nome, e vengono o tenuti in stato di schiavitù dal clan o venduti in Sudan ad altri clan arabizzati.

### Mali
Sebbene il governo maliano abbia a più riprese negato l'esistenza della schiavitù, è noto che molte persone di etnia bella sono tenute in stato di schiavitù da parte di gruppi tuareg.

### Mauritania
La stratificazione sociale in Mauritania vede i bidanes (letteralmente "i bianchi") nel più alto ceto, mentre gli harratin sono al fondo della piramide sociale. I bidanes sono i discendenti di clan berberi (i sanhaja) e arabi (i beni hassan) che hanno occupato il nord della Mauritania già dopo il X secolo. Gli harratin sono i discendenti di gruppi sudanici e bantu che vivevano lungo il fiume Senegal, al sud del paese. Da sempre, gli harratin sono considerati schiavi dei bidanes, e sono parte dell'eredità che passa da una generazione all'altra. A tutt'oggi, almeno 90,000 harratin vivono in una situazione di totale asservimento, mentre tutti gli altri harratin (600.000, il 20% della popolazione) vivono in una situazione di asservimento parziale.
La schiavitù in Mauritania è stata abolita almeno tre volte nel secolo scorso (l'ultima volta nel 1981). Nell'agosto del 2007, il nuovo governo ha ancora una volta dichiarato la schiavitù illegale e criminalizzato il possesso di schiavi. La leadership politica però non ha mai agevolato l'azione dei gruppi internazionali che hanno cercato di portare alla luce questa pratica.

### Niger
In Niger la schiavitù è stata dichiarata illegale nel 2003. Ciononostante, circa l'8% della popolazione vive tuttora in condizioni di schiavitù.
Lo schiavismo è diffuso tra i tuareg, i fulani e i toubou. Questi sono gruppi etnici nomadi o seminomadi che hanno praticato lo schiavismo per secoli. Nel 1904-1905, gli schiavi rappresentavano i tre quarti della popolazione nigerina.

### Sudan
La schiavitù è sempre stata una delle piaghe del Sudan. Dopo l'imposizione della shari'a da parte del governo di ʿOmar al-Bashīr, presidente del Sudan, i casi di schiavitù sono saliti notevolmente. Vari gruppi e personalità europei, tra cui la Anti-Slavery Society, Amnesty International, padre Renato Kizito Sesana e l'arcivescovo cattolico di Khartoum (cardinale Gabriel Zubeir Wako), hanno presentato documentazione e testimonianze personali in questo senso. 

## La tratta di bambini
In Nigeria e Benin, organizzazioni umanitarie hanno denunciato la tratta di bambini. I bambini vengono rapiti o acquistati con prezzi che vanno da 20 a 70 USD, in paesi quali il Togo e il Benin. I bambini vengono poi utilizzati a scopi sessuali (vedi sfruttamento sessuale minorile), come tuttofare domestici, o operai in miniere e piantagioni. Il loro prezzo di vendita può raggiungere i 3.500 USD.
Simili situazioni si trovano in Sierra Leone e Ghana. Quasi tutti i bambini utilizzati nelle miniere di diamanti illegali in Sierra Leone sono stati rapiti dai paesi vicini, complice anche la situazione di insicurezza che ha caratterizzato la regione fino a poco tempo fa.
Molte delle prostitute africane – in prevalenza nigeriane - che lavorano sulle strade europee sono state vendute dai familiari o dai capi locali a gruppi di spacciatori, che poi le rivendono alle mafie locali che controllano la prostituzione in Europa.

## Aya
In quasi tutti i paesi africani a sud del Sahara esiste il sistema che i swahili chiamano aya. Si tratta di bambine o giovani donne provenienti dalle campagne e che vengono assunte da famiglie di città, dove devono lavorare senza orario o altri diritti per una paga minima (in Kenya questa può essere inferiore ai venti euro mensili), cibo e alloggio. Queste persone devono spesso subire abusi sessuali e fisici e non hanno diritto di protestare.